# Beşiktaş Atatürk Anadolu Lisesi
Le Beşiktaş Atatürk Anadolu Lisesi abrégé en BAAL, situé à Istanbul. Dans ce lycée, les langues d'enseignement sont  l'anglais et le turc. Une deuxième langue est obligatoire, que les étudiants doivent choisir entre français ou allemand.

## Histoire

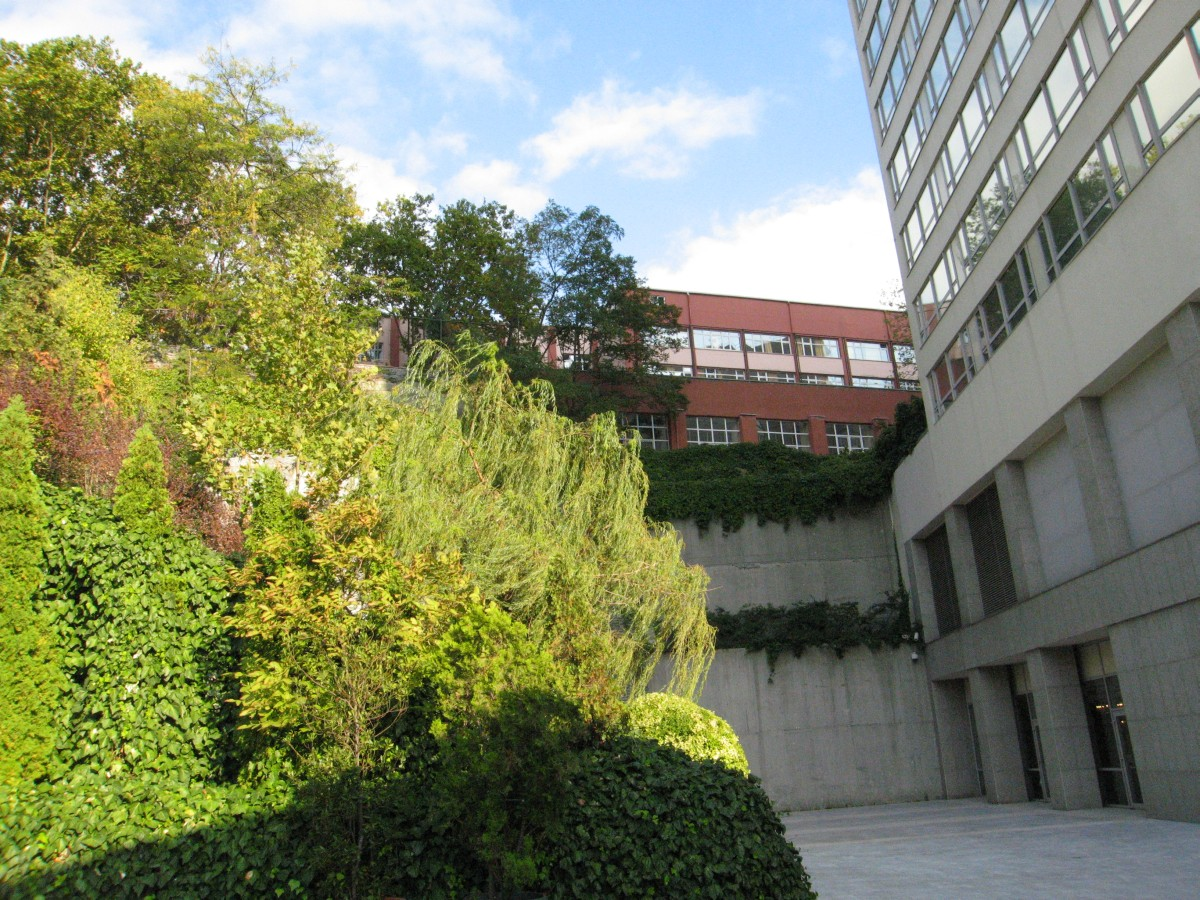
Bâtiment principal du lycée

Le Beşiktaş Atatürk Anadolu Lisesi  fut créé en 1936 par le premier ministre Ismet Inönü pour former les jeunes femmes de Turquie car, durant cette période, seules les filles étaient acceptées au lycée. 
Depuis 1984, le lycée est devenu le lycée Anatolien et a commencé à accepter les garçons.